# NGC 673
NGC 673 (другие обозначения — UGC 1259, MCG 2-5-33, ZWG 437.30, IRAS01457+1116, PGC 6624) — спиральная галактика (Sc) в созвездии Овен.
Этот объект входит в число перечисленных в оригинальной редакции «Нового общего каталога».
В 1996 году в галактике был замечен взрыв сверхновой SN 1996bo. 
В 2001 году галактике взорвалась сверхновая SN 2001fa. Она относится к типу IIn. Её спектр содержит узкие бальмеровские эмиссионные линии, а также линии He II на длине волны 468,6 нм и линии С III/N III на длине волны 464 нм, характерные для звёзд Вольфа-Райе.
Галактика NGC 673 входит в состав группы галактик IC 1723. Помимо NGC 673 в группу также входят ещё 18 галактик.